# Marie-Luisa Kunst
Marie-Luisa Kunst ist eine ehemalige deutsche Teenagerdarstellerin.
Marie-Luisa Kunst wurde vor allem durch ihre Rolle der Prinzessin Elisabeth von Hohenfels in der Kinder- und Jugendserie Schloss Einstein bekannt. Hier spielte sie in den von September 1999 bis Februar 2003 ausgestrahlten Staffeln 2 bis 5 mit. 2005 hatte sie in zwei Folgen Gastauftritte in der Serie. Sie wirkte außerdem 2004 auch in den ZDF-Fernsehserien Sabine! in den drei Episoden Discofieber, Abgezockt und Ränkespiele in der Rolle der Schülerin Anna Maria Schuhmann und 2005 in der Episode Ausgetanzt der ZDF-Fernsehserie SOKO Wismar als Annika mit.
Kunst studierte nach ihrer Schauspielkarriere Psychologie.

## Filmografie
- 2000–2003, 2005: Schloss Einstein (Fernsehserie, 114 Folgen)
- 2004–2005: Sabine! (Fernsehserie, 3 Folgen)
- 2005: SOKO Wismar (Fernsehserie, 1 Folge)